# 파괴천사
파괴천사(Angel, Destroyer)는 대한민국의 동인 게임 제작 서클인 팀 디바이스가 제작, 판매한 횡스크롤 형식의 슈팅 게임이다. 일본의 만화가 타카하시 신의 만화인 최종병기 그녀를 원작으로 제작된 패러디 게임이다.
코믹월드에서 발매되었으며, 일본의 동인샵에서 판매가 이루어지기도 했다.

## 제작진
- hiziri : 감독·그래픽
- kokoro : 그래픽
- moomigunzo : 프로그램
- lodin : 사운드